# Galeodes timbuktus
Espèce
Synonymes
- Galeodibus timbuktus Roewer, 1934
- Galeodibus timbuktus brunneipalpis Roewer, 1941

Galeodes timbuktus est une espèce de solifuges de la famille des Galeodidae.

## Distribution
Cette espèce se rencontre au Mali et au Nigeria.

## Description
Le mâle holotype mesure 35 mm.

## Liste des sous-espèces
Selon Solifuges of the World (version 1.0) :
- Galeodes timbuktus brunneipalpis (Roewer, 1941) du Nigeria
- Galeodes timbuktus timbuktus (Roewer, 1934) du Mali

## Publications originales
- Roewer, 1934 : Solifuga, Palpigrada. Dr. H.G. Bronn's Klassen und Ordnungen des Thier-Reichs, wissenschaftlich dargestellt in Wort und Bild. Akademische Verlagsgesellschaft M. B. H., Leipzig. Fünfter Band: Arthropoda; IV. Abeitlung: Arachnoidea und kleinere ihnen nahegestellte Arthropodengruppen, vol. 4, p. 1-723 (texte intégral).
- Roewer, 1941 : Solifugen 1934-1940. Veröffentlichungen aus dem Deutschen Kolonial und Uebersee-Museum in Bremen, vol. 3, no 2, p. 97-192 (texte intégral).